# Conseil de direction du gouvernement autonome
Le conseil de direction du gouvernement autonome est formé par l'armée impériale japonaise à Mukden en 1931 durant l'invasion japonaise de la Mandchourie. Le but de ce conseil est de démarrer un mouvement indépendantiste et de l'étendre à toute la Mandchourie. Le colonel Seishirō Itagaki supervise le conseil et le colonel Kenji Doihara est le chef du bureau des services spéciaux, fournissant au conseil toutes les informations confidentielles sur les Chinois. Bien que le président du conseil est lui-même Chinois, environ 90 % de ses membres sont des résidents japonais de Mandchourie.